# Крейцы (остзейское дворянство)
Крейц (von Kreutz) — баронский и графский род остзейского дворянства, происходящий из Саксонии.

## История рода
Род известен с XIII века в Саксонии, Пруссии и Польше, где члены рода владели обширными поместьями.
Великий бурграбий, дирславский староста и посол польского двора Мельхиор Христофор Крейц римским императором Максимилианом II возведён с его нисходящими потомками, в графское Римской империи достоинство (1572).
Ганс Крейц († 1579) прусский канцлер, Вольф Крейц († 1670) переселился в Польшу и был полковником войск польских.
Иоанн Крейц возведён королевою Ульрикою-Элеонорою в графское Шведского королевства достоинство (31 декабря 1719).
Казимир-Киприян Крейц, староста новодворский († 1760) возведён в графское достоинство Римской империи (1742). От него пошёл графский род российских военных: Граф  Киприян Антонович (1777—1850), отличившийся в польской кампании (1831).
Из его сыновей:
- Крейц, Киприан Антонович (Циприан Гвальберг Крейтц; 1777—1850) — генерал от кавалерии, командир 2-го пехотного корпуса
  - Крейц, Пётр Киприанович (1816—1894) — генерал от кавалерии, участник Крымской войны
  - Крейц, Генрих Киприанович (1817—1891) — московский обер-полицмейстер (1861—1866), генерал от кавалерии (1883), сенатор

Крейц, подпоручик Белозёрского пехотного полка погиб в Бородинском сражении (24 и 26 август 1812), его имя занесено на стену храма Христа Спасителя в г. Москва.
Графы Крейц известны в великом княжестве Финляндском, где владела поместьями и после присоединения Финляндии к России (1809) поступили в русское подданство.
В Царстве польском Высочайшим указом (29 июля 1839) барону Киприану Антоновичу Крейцу и потомкам его дозволено именоваться графами.
Высочайше утверждённым (29 июня 1839) мнением Государственного Совета были подтверждены генерал от кавалерии Киприан Антонович Крейц и его потомки в графском достоинстве Римской империи.

## Описание герба
Щит рассечён и дважды пересечён, со щитком в середине. В первой, серебряной части, чёрный крест Тевтонского Ордена, обременённый малым серебряным щитом с чёрным столбом. Во второй, червлёной части, золотой коронованный, с лазоревыми глазами и языком лев. В третьей, серебряной части, чёрный столб. Четвёртая часть рассечена червленью и серебром, с двумя морскими рыбами, обращёнными спинами, правая серебряная, левая червлёная. В пятой, золотой части, орёл Римской Империи. В шестой, лазоревой, с тремя серебряными волнообразными перевязями, части, червлёный коронованный, с золотыми глазами и языком, лев. Средний щит золотой, разделённый чёрным якорным крестом, обременённым малым щитом, разделённым червленью и серебром, с двумя морскими, обращёнными спинами рыбами, правая серебряная, левая червлёная, и сопровождаемыми в главе и в оконечности щита, крестиками серебряными на червлёном и червлёными на серебряных полях. На чёрной ленте среднего щита девиз: «Hoc me glorifico». Средний щит увенчан золотою короною.
Главный щит увенчан графскою короною и тремя графскими шлемами. Нашлемники: первый — золотой возникающий коронованный лев. Второй — золотое, с чёрным якорным крестом знамя. Третий — серебряное с чёрным столбом знамя. Намёты: средний — червлёный, с золотом. правый — чёрный, с золотом, и левый — чёрный, с серебром. Щитодержатели: два золотых, с обращёнными главами и червлёными глазами и языками льва. Девиз: «Sanguine et virtute», чёрными буквами на золотой ленте. Герб рода Крейц, имеющих титул Священной Римской Империи графов внесён в Часть 11 Общего гербовника дворянских родов Всероссийской империи.